# Uddjaure
Uddjaure es un lago en la provincia de Norrbotten, Laponia, Suecia, junto al lago Hornavan.